# Arthur von Polzer-Hoditz
Arthur hrabě von Polzer-Hoditz (německy Arthur Graf von Polzer-Hoditz und Wolframitz) (2. srpna 1870 Lvov – 24. července 1945 Baden) byl rakouský šlechtic, rakousko-uherský státní úředník a politik. Jako absolvent práv působil od mládí ve státních službách, zastával nižší funkce na několika ministerstvech a v Panské sněmovně. Za první světové války byl jmenován do funkce ředitele kabinetní kanceláře císaře Karla I. (1917–1918), s nímž se znal již z dřívější doby. Získal značný vliv na domácí i zahraniční politiku, vlivem válečné strany byl ale již koncem roku 1917 odstaven. V roce 1918 krátce zastával post prezidenta Nejvyššího správního soudního dvora. V roce 1917 adopcí přijal jméno spřízněného vymřelého rodu Hodických z Hodic a získal titul hraběte. Po zániku monarchie žil v soukromí, uplatnil se jako spisovatel a malíř.

## Životopis

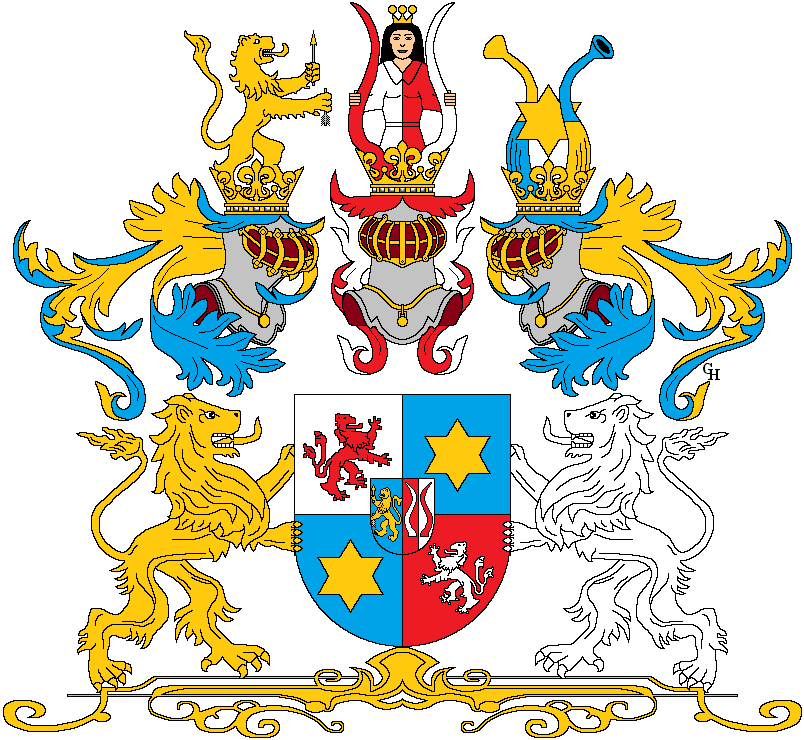
Erb Arthura von Polzer-Hoditz při povýšení do hraběcího stavu (1917)

Pocházel ze staré rodiny původem z Opavy povýšené v 18. století do šlechtického stavu. Narodil se ve Lvově jako mladší syn c. k. podplukovníka Julia Karla Polzera (1834–1912), matka Marie Kristina (1847–1924) pocházela ze starého českého rodu Hodických z Hodic. Arthur studoval na univerzitě ve Štýrském Hradci, kde získal doktorát práv. Krátce sloužil v c. k. armádě, mimo aktivní službu později dosáhl hodnosti rytmistra. Do státních služeb vstoupil v roce 1893 jako koncipista u štýrského místodržitelství, později působil u okresních hejtmanství v Leobenu a Brucku. Poté přešel na ministerstvo vnitra, kde byl místosekretářem v prezidiální kanceláři a od roku 1900 byl ministerským sekretářem na ministerstvu kultu a vyučování. Od roku 1904 působil jako zapisovatel v Panské sněmovně a v letech 1910–1917 byl ředitelem sněmovní prezidiální kanceláře s titulem dvorního rady.

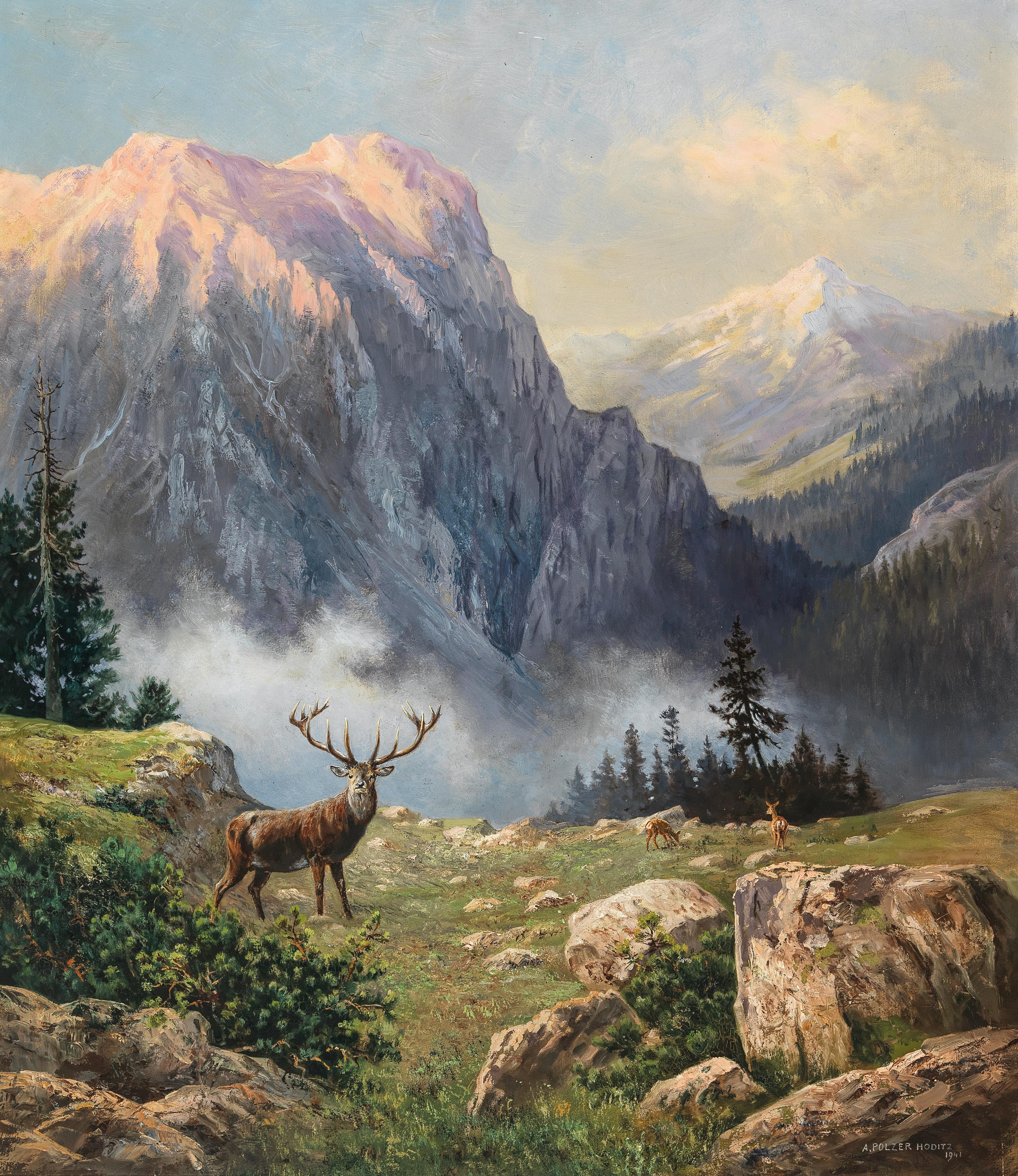
Arthur von Polzer-Hoditz: Jelen v horách (1941, olej na plátně, soukromá sbírka)

V roce 1905 se poprvé setkal s arcivévodou Karlem a byl pověřen dohledem nad jeho vzděláním. Později jej navštěvoval v Praze a Brandýse nad Labem a stal se jeho blízkým spolupracovníkem. Po nástupu Karla I. na trůn se Polzer stal ředitelem císařské kabinetní kanceláře a získal značný vliv na domácí i zahraniční politiku. Císaře doprovázel na cestách po monarchii i do válečných zón a patřil k předním stoupencům reforem a ukončení války. Po pádu kabinetu Heinricha Clam-Martinice v červnu 1917 dostal nabídku na převzetí funkce předsedy vlády, to ale odmítl. Se svými návrhy na autonomii jednotlivých zemí monarchie a uzavření míru se dostal do konfliktu s válečnou stranou a intrikou ministra zahraničí Otakara Černína byl v listopadu 1917 odeslán na dovolenou a nakonec k datu 25. července 1918 odvolán z funkce. O měsíc později byl jmenován prezidentem Nejvyššího správního soudního dvora a tento post zastával do rozpadu monarchie.
Po roce 1918 žil na zámku v Modre nedaleko Bratislavy. Objekt koupil v roce 1912 jako mlýn a nechal jej přestavět do podoby loveckého zámku doplněného hodnotnou zahradou. V roce 1922 zámek prodal československému státu a poté se usadil v Badenu (jeho bydlištěm byla vila v ulici Mautner-Markhof Straße 5). V soukromí se věnoval malířství, malířem se chtěl stát již v dětství. Byl také autorem několika knih vztahujících se k jeho aktivitám v blízkosti císaře Karla I. Zemřel v Badenu 24. července 1945 ve věku nedožitých 75 let a je pohřben na místním hřbitově (skupina 16, hrob č. 65).

## Tituly a ocenění

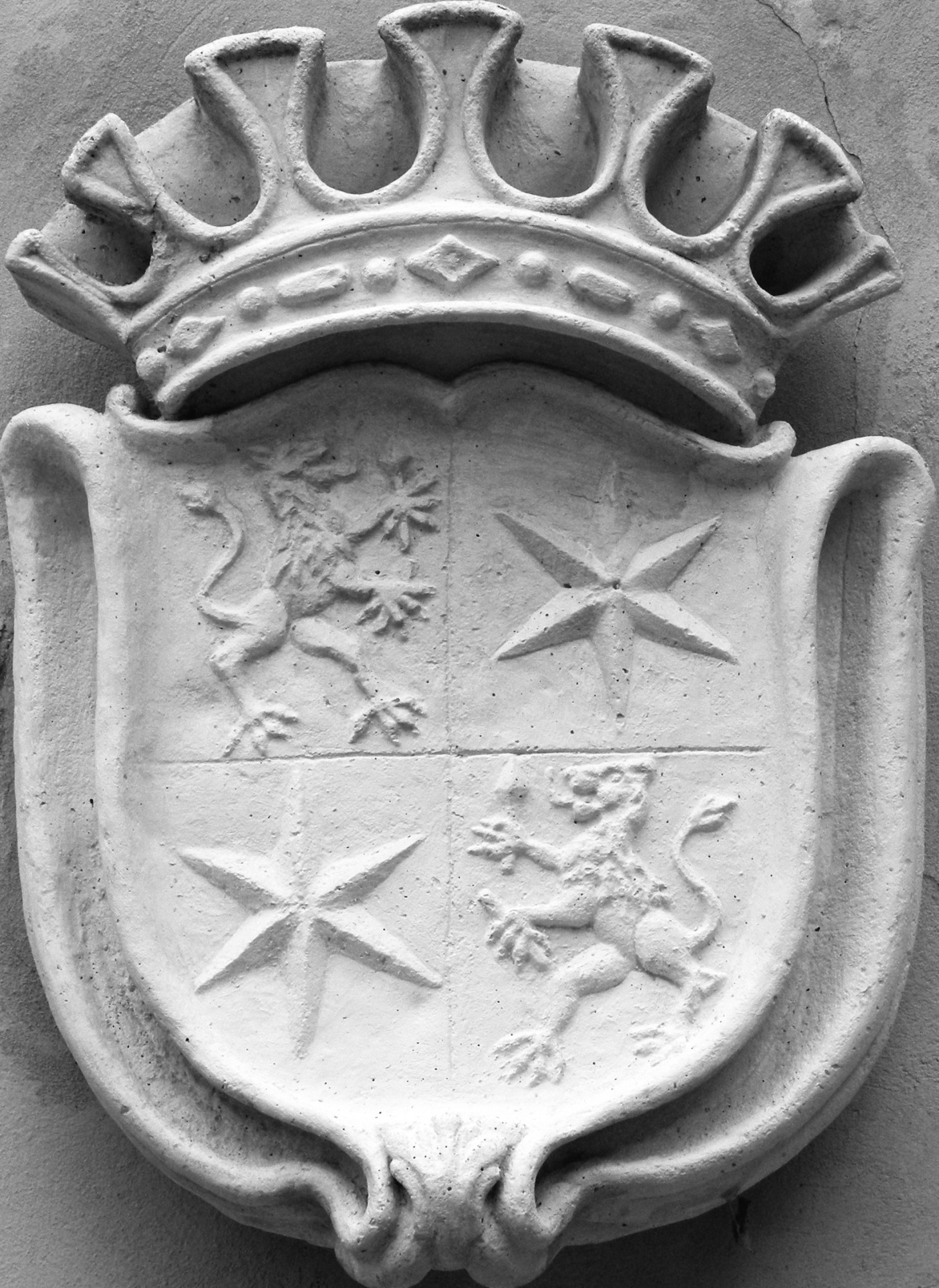
Erb Arthura von Polzer-Hoditz na zámku Modra (Slovensko)

Od narození užíval šlechtický titul rytíře, který rodina získala v roce 1756. Jako ředitel císařské kabinetní kanceláře byl v roce 1917 jmenován c. k. tajným radou s nárokem na oslovení Excelence. Téhož roku 1917 přijal adopcí jméno vymřelého rodu Hodických z Hodic, z nějž pocházela jeho matka a zároveň byl povýšen do hraběcího stavu s predikátem von Polzer-Hoditz und Wolframitz (20. prosince 1917), titul platil i pro jeho sourozence Ludwiga a Marii Josephinu. Za zásluhy byl nositelem rytířského kříže Leopoldova řádu a Řádu železné koruny III. třídy, za první světové války získal Vyznamenání za zásluhy o Červený kříž s válečnou dekorací. Ve spojeneckém Německu byl dekorován Řádem pruské koruny I. třídy. V letech 1917–1924 zastával funkci kancléře Řádu zlatého rouna.

## Rodina
V roce 1911 se ve Vídni oženil s Elisabeth Jägerovou, z manželství se narodily tři dcery, Marie Christina, Elisabeth Marie a Johanna.
Arthurův starší bratr Ludwig (1869–1945) sloužil v armádě, později se uplatnil jako novinář a spisovatel. Sestra Marie Josefína (1875–1934) byla od roku 1909 manželkou výrazně staršího vlivného politika markýze Oliviera de Bacquehem (1847–1917).

## Dílo
- Kaiser Karl. Aus der Geheimmappe seines Kabinettschefs; Vídeň, 1929